# Pietralata, Rom
Pietralata är Roms tjugoförsta quartiere och har beteckningen Q. XXI. Namnet Pietralata kommer av latinets prata lata, ”vidsträckta ängar”. Quartiere Pietralata bildades år 1961.

## Kyrkobyggnader
- Sant'Atanasio a Via Tiburtina
- San Fedele da Sigmaringa
- Cappella della Madonna delle Grazie
- San Michele Arcangelo a Pietralata
- San Romano Martire
- San Vincenzo Pallotti

## Övrigt
- Riserva naturale Valle dell'Aniene
- Torre di Pietralata
- Via Nomentana
- Via Tiburtina
- Água Virgem
- Ponte Mammolo
- Ospedale Sandro Pertini – uppkallat efter politikern Sandro Pertini

## Bilder
| - San Vincenzo Pallotti. |